# Јохан Ертл
Јохан Ертл (Оџаци, 1882 – Оџаци, 1922) био је немачки трговац, велепоседник, индустријалац оснивач Фабрике ужарије и канапа у Оџацима и посланик у савезном парламенту. Познат је и као „Велики син Оџака“.

## Младост
Јохан Ертл долази из породице подунавских шваба. Који су се доселили у Оџаке за време немачке колонизације 1755. године. Родио се у Оџацима и живео је у једној од имућнијих оџачких породица. У то време Оџаци су били у саставу Аустроугарске монархије, стога су већинско становништво чинили Немци и Мађари.

## Каријера

### Неуспели покушај отварања фабрике
Јоханов отац Франц већ се бавио производњом кудеље. Први покушај стварања фабрике са Питером Ориолтом уследио је након што је Јохан 1900. године отишао у Сегедин. У току трговачког пута Јохан је пролазио кроз Сегедин и видео је фабрику која се бави прерадом кудеље, и покушао је да направи огранак у Оџацима, међутим то му није пошло за руком.

### Фабрике ужарије и канапа
1907. године са својим оцем успешно отвара Фабрику ужарије и канапа по угледу на фабрику у Сегедину. Од почетних 200 радника фабрика се брзо развија и већ 1929. достиже цифру од 880 запослених. Временом производња се шири па се осим ужади производе и јутани теписи, а од 1933. и вунена и свилена тканина. Фабрика је постала највећа фабрика те врсте у региону, а у Оџацима се између два светска рата одређивала цена кудеље за Европу.

### Посланик савезног парламента
После завршетка Првог светског рата у савезном парламенту су примани представници националних мањина, чиме је Ертл успео да уђе у парламент. Током његовог рада у парламенту инфраструктура у Оџацима се знатно побољшала. Након његове смрти и његови синови су били посланици.

### Смрт
Јохан Ертл је сахрањен у гробници заједно са његовим оцем и другом женом.

## Вила Ертл
Породична кућа коју је Јохан Ертл саградио почетком ХХ века сада је под заштитом државе. Вила Ертл је једина вила у општини Оџаци. Први пут је обновљена 2004. године обнову зграде је финансирало Покрајинско извршно веће Војводине. Данас се у Вили Ертл налази Техничка школа и вила није отворена за посетиоце.